# Шансо
Шансо (фр. Chanceaux) насеље је и општина у источном делу централне Француске у региону Бургоња, у департману Златна обала која припада префектури Дижон.
По подацима из 2002. године у општини је живело 212 становника, а густина насељености је износила 9 становника/km². Општина се простире на површини од 21,27 km². Налази се на средњој надморској висини од 461 метар (максималној 519 m, а минималној 390 m).

## Демографија
| 1962. | 1968. | 1975. | 1982. | 1990. | 1999. | 2011. |
| ----- | ----- | ----- | ----- | ----- | ----- | ----- |
| 260   | 265   | 232   | 219   | 219   | 208   | 213   |

График промене броја становника у току последњих година